# Sint-Martens-Latem
Sint-Martens-Latem (franceză Laethem-Saint-Martin) este o comună neerlandofonă situată în provincia Flandra de Est, regiunea Flandra din Belgia. La 1 ianuarie 2008 avea o populație totală de 8.251 locuitori. 

## Geografie
Comuna actuală Sint-Martens-Latem a fost formată în urma unei reorganizări teritoriale în anul 1977, prin înglobarea într-o singură entitate a 2 comune învecinate. Suprafața totală a comunei este de 14,34 km². Comuna este subdivizată în secțiuni, ce corespund aproximativ cu fostele comune de dinainte de 1977. Acestea sunt:
| - I. Sint-Martens-Latem - II. Deurle |

Localitățile limitrofe sunt:
- a. Drongen (Gent)
- b. Afsnee (Gent)
- c. Sint-Denijs-Westrem (Gent)
- d. De Pinte
- e. Nazareth
- f. Astene (Deinze)
- g. Bachte-Maria-Leerne (Deinze)
- h. Sint-Martens-Leerne (Deinze)